# بدون تو (فیلم ۲۰۰۱)
بدون تو (به هندی: Tum Bin) فیلمی محصول سال ۲۰۰۱ و به کارگردانی آنوبهاو سینها است. در این فیلم بازیگرانی همچون پریانشو چاترجی، سندالی سینها، هیمانشو مالیک، راقش واشیست، آمریتا پراکاش، ویکرام گوکاله، راجندرا گوپتا، ناونیت نیشان و وراجش هیجری ایفای نقش کرده‌اند. در سال ۲۰۱۶ این فیلم با نام بدون تو ۲ بازسازی شد.